# Wedelia
Genre
Classification APG II (2003)
Wedelia est un genre de plante à fleurs de la famille des Asteraceae.

## Synonymes
De nombreuses espèces ont été transférées dans les genres Angelphytum, Aspilia, Baltimora, Blainvillea, Chrysogonum, Eclipta, Elaphandra, Eleutheranthera, Guizotia, Heliopsis, Kingianthus, Lasianthaea, Melampodium, Melanthera, Moonia, Sphagneticola, Synedrella, Tuberculocarpus, Verbesina, Viguiera, Villanova, Wollastonia et Zexmenia.

## Liste d'espèces
1. Wedelia acapulcensis
2. Wedelia acerba
3. Wedelia aggregata
4. Wedelia almedae
5. Wedelia ambigens
6. Wedelia avilensis
7. Wedelia ayerscottiana
8. Wedelia bahamensis
9. Wedelia baorucana
10. Wedelia bishopii
11. Wedelia buphthalmoides
12. Wedelia caribaea
13. Wedelia chihuahuana
14. Wedelia cordiformis
15. Wedelia cronquistii
16. Wedelia cunninghamii
17. Wedelia ehrenbergii
18. Wedelia elongata
19. Wedelia elottiana
20. Wedelia fertilis
21. Wedelia filipes
22. Wedelia forsteriana
23. Wedelia fruticosa
24. Wedelia gentryi
25. Wedelia glauca
26. Wedelia gonzaleziarum
27. Wedelia goyazensis
28. Wedelia grandiflora
29. Wedelia grayi
30. Wedelia greenmanii
31. Wedelia hatschbachii
32. Wedelia helianthoides
33. Wedelia heringeri
34. Wedelia heterophylla
35. Wedelia hintoniorum
36. Wedelia hispida
37. Wedelia hispidula
38. Wedelia holowayi
39. Wedelia holwayi
40. Wedelia iners
41. Wedelia isolepis
42. Wedelia juxtlahuacana
43. Wedelia keilii
44. Wedelia kerrii
45. Wedelia kirkbridei
46. Wedelia lanceolata
47. Wedelia latifolia
48. Wedelia ligulifolia
49. Wedelia longifolia
50. Wedelia longipes
51. Wedelia loxensis
52. Wedelia lundii
53. Wedelia macedoi
54. Wedelia macrodonta
55. Wedelia mexicana
56. Wedelia modesta
57. Wedelia montana
58. Wedelia oligocephala
59. Wedelia pallida
60. Wedelia paraensis
61. Wedelia parviflora
62. Wedelia pedunculosa
63. Wedelia penninervia
64. Wedelia pertenuis
65. Wedelia pimana
66. Wedelia puberula
67. Wedelia purpurea
68. Wedelia ramagii
69. Wedelia regis
70. Wedelia reticulata
71. Wedelia rhombifolia
72. Wedelia rosei
73. Wedelia rudis
74. Wedelia rugosa
75. Wedelia saltensis
76. Wedelia scabra
77. Wedelia scandens
78. Wedelia serrata
79. Wedelia simsioides
80. Wedelia souzae
81. Wedelia spilanthoides
82. Wedelia stenophylla
83. Wedelia stirlingii
84. Wedelia strigosa
85. Wedelia stuebelii
86. Wedelia subalpestris
87. Wedelia subvaginata
88. Wedelia subvelutina
89. Wedelia symmetrica
90. Wedelia talpana
91. Wedelia tambilloana
92. Wedelia tehuantepecana
93. Wedelia thouarsii
94. Wedelia trichostephia
95. Wedelia uniflora
96. Wedelia urbani
97. Wedelia urticaefolia
98. Wedelia urticifolia
99. Wedelia vauthieri
100. Wedelia veadeirosensis
101. Wedelia verbesinoides
102. Wedelia vexata
103. Wedelia villosa
104. Wedelia xylopoda